# 21 juin 1985
Le vendredi 21 juin 1985 est le 172e jour de l'année 1985.

## Naissances
- Amel Bent, chanteuse et actrice française
- Anthony Terras, tireur français
- Bianca Gervais, actrice canadienne
- Brett Swain, joueur de football américain
- Daniel Schnyder, joueur de hockey sur glace suisse
- David O'Reilly, réalisateur irlandais
- Grzegorz Bartczak, footballeur polonais
- Hamish Gard, joueur néo-zélandais de rugby à XV
- Inés Efron, actrice argentine
- Joosep Toome, joueur de basket-ball estonien
- Kazuhiko Chiba, footballeur japonais
- Kris Allen, auteur-compositeur-interprète américain
- Laetitia Roux, sportive de haut niveau, spécialiste française de ski-alpinisme
- Lana Del Rey, auteure-compositrice-interprète américaine
- Lee Croft, footballeur anglais
- Marc Methot, joueur de hockey sur glace canadien
- Mehdi Mérabet, joueur de rugby français
- Ryōko Kizaki, athlète japonaise
- Saki Seto, actrice japonaise, gravure idol, et personnalité de la télévision
- Sentayehu Ejigu, athlète éthiopienne spécialiste des courses de fond
- Tanard Jackson, joueur de football américain
- Yusuke Hatanaka, coureur cycliste japonais

## Décès
- Chef Boyardee (né le 22 octobre 1897), chef cuisinier, restaurateur et entrepreneur italien
- Hermann Haller (né le 15 décembre 1909), monteur, réalisateur et scénariste suisse
- Tage Erlander (né le 13 juin 1901), politicien et premier ministre suédois

## Événements
- Publication du livre Brume
- Sortie du film Cocoon
- Création du drapeau du Groenland
- Sortie du film Oz, un monde extraordinaire
- Sortie de l'album Theatre of Pain